# Babakan Jawa
Babakan Jawa is een bestuurslaag in het regentschap Majalengka van de provincie West-Java, Indonesië. Babakan Jawa telt 6564 inwoners (volkstelling 2010).